# Crinifer piscator
El turaco gris occidental (Crinifer piscator) es una especie de ave Musophagiformes de la familia Musophagidae, presente en buena parte de las sabanas con acacia del África occidental subsahariana.

## Taxonomía
El turaco gris occidental fue descrito por primera vez por Georges-Louis Leclerc de Buffon en 1770 pero hasta 1783 no clasificado científicamente como Falco piscator por el naturalista alemán Pieter Boddaert. Posteriormente se le reubicó en el género Crinifer donde permanece hasta hoy. Está estrechamente relacionado con el Turaco gris oriental. No se conocen subespecies.

## Descripción
Mide unos 50 cm de largo (de los cuales la mitad corresponden a la cola) y pesa entre 200 y 300 g. Su plumaje es principalmente marrón y gris. La cabeza, cresta, cuello, pecho y cola son de color marrón oscuro. El plumaje de la parte superior del cuerpo junto con las alas es gris oscuro y las partes inferiores gris más claro; todo veteado de manchas alargadas pardas. Presenta una franja blanca en las plumas primarias de vuelo. Tiene los ojos negros y un fuerte pico amarillo. No existe dimorfismo sexual. 

## Distribución y hábitat
El turaco gris occidental vive en África Occidental desde el Sahel a la costa y desde Senegal hasta República Centroafricana. Además ocurre en una pequeña zona en el noroeste de República Democrática del Congo.
Su hábitat consiste en bosques tropicales abiertos y sabanas arboladas, hasta 1.300 m de altitud.

## Comportamiento
El turaco gris occidental es un ave diurna, arbórea y sedentaria. Pasa la mayor parte del tiempo entre las ramas de los árboles aunque puede bajar al suelo asiduamente para cazar insectos y beber. Es un ave bastante territorial que suele vivir en parejas o en pequeños grupos, sin embargo, si el alimento es abundante los grupos pueden llegar a alcanzar un número considerable.
Esta especie se alimenta de frutas (especialmente higos), semillas y otras materias vegetales; así como insectos. Generalmente, se alimenta en la copa de los árboles aunque también suele pasar tiempo en el suelo capturando insectos.
La temporada de cría varía a lo largo del año en su amplia zona de distribución, aunque suele estar asociada a la estación de lluvias. Construye un nido no muy firme escondido entre el follaje en la copa de los árboles. La puesta consiste en dos o tres huevos que incuban ambos padres durante al menos 28 días. Las crías nacen en avanzado estado, cubiertas de plumón y ya con los ojos abiertos; y serán cuidados y alimentados mediante regurgitación por ambos progenitores. Durante las dos o tres primeras semanas permanecerán en el nido solo saliendo del mismo para explorarlo muy torpemente. Con una o dos semanas más ya podrán volar y abandonarán el nido aunque seguirán bajo el cuidado paterno.

## Conservación
Está catalogada por la IUCN como preocupación menor debido a la amplitud de su área de distribución y a que las poblaciones permanecen estables. Se encuentra amenazada por la destrucción de su hábitat y por la caza ilegal.